# 派斯利 (佛羅里達州)
派斯利（英語：Paisley）是位於美國佛羅里達州萊克縣的一個人口普查指定地區。

## 地理
派斯利的座標為28°59′15″N 81°32′13″W / 28.98750°N 81.53694°W，而該地最高點為海拔高度22米（即72英尺）。

## 人口
根據2010年美國人口普查的數據，派斯利的面積為8.90平方千米，當中陸地面積為8.50平方千米，而水域面積為0.40平方千米。當地共有人口734人，而人口密度為每平方千米82人。